# Werner Holzmüller

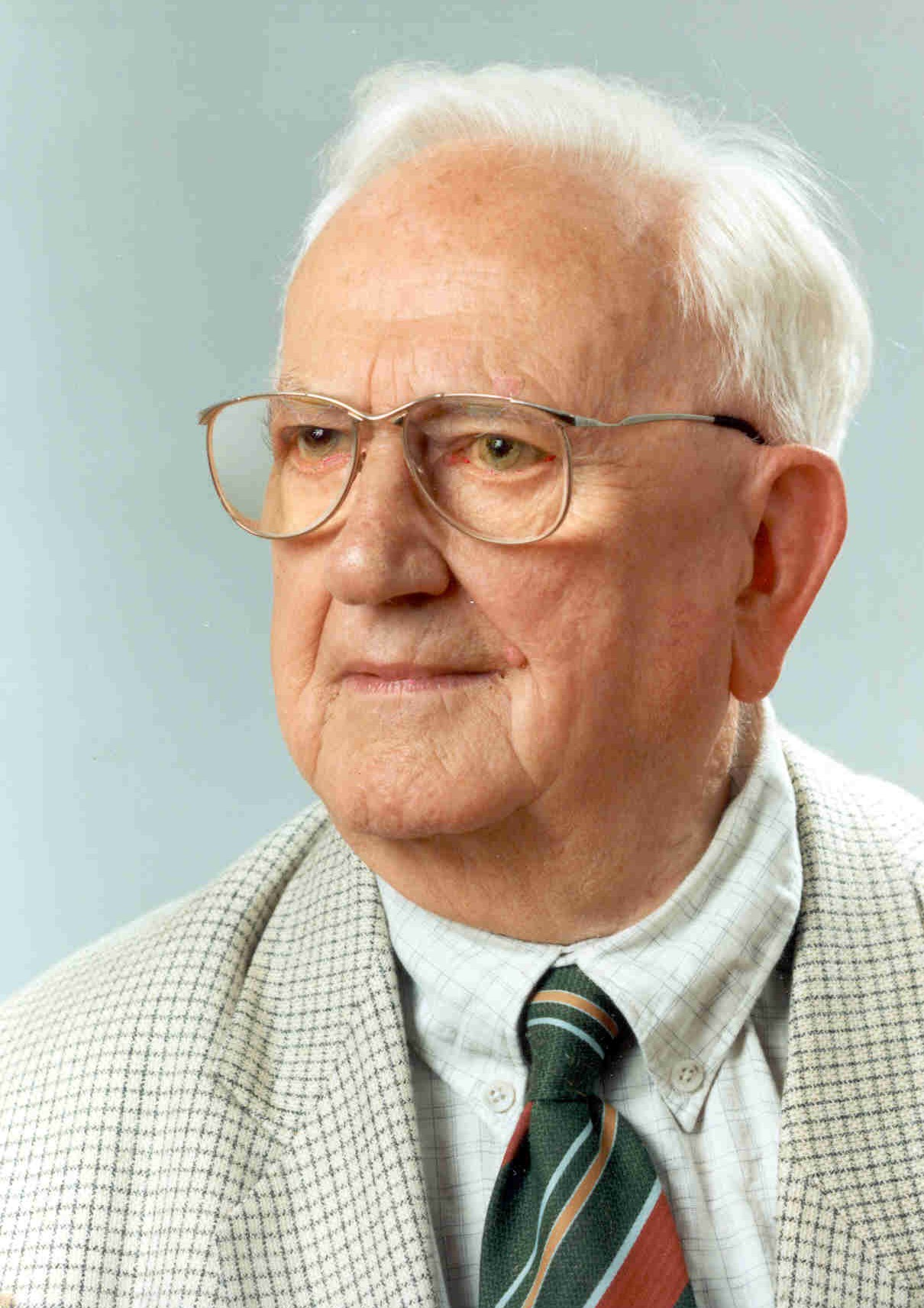
Werner Holzmüller

Werner Holzmüller (* 15. Dezember 1912 in Leipzig; † 26. Februar 2011) war ein deutscher Physiker und Ehrensenator der Universität Leipzig.
Mit seinen Forschungen auf den Gebieten der Hochfrequenztechnik in Verbindung mit der Polymerphysik schuf Holzmüller bereits in den 1930er- und 1940er-Jahren die Grundlagen für viele heute verbreitete Anwendungen. Seine Arbeiten zu Erwärmungseffekten von Molekülen in elektrischen Wechselfeldern bilden die Basis von Anwendungen wie der Mikrowellentechnik oder der Diathermie in der Medizin.

## Leben
Holzmüller wurde 1912 in Leipzig geboren. Er studierte von 1932 bis 1937 Physik am Theoretisch-Physikalischen und Physikalischen Institut in der Leipziger Linnéstraße. Zu seinen Lehrern zählten u. a. Werner Heisenberg und Peter Debye, die in diesem Zeitraum jeweils einen Nobelpreis erhielten. Mit Stolz und größter Hochachtung spricht Werner Holzmüller in seiner Autobiografie von seinen Lehrern, zu denen neben den genannten Persönlichkeiten weitere herausragende Wissenschaftler zählten, wie Friedrich Hund in der Physik, Leon Lichtenstein, Ludwig Otto Hölder und Bartel Leendert van der Waerden in der Mathematik und Karl Friedrich Bonhoeffer in der Chemie. 1937 promovierte Holzmüller bei Peter Debye mit der Dissertation „Dielektrische Verluste in Ketonen in Abhängigkeit von Konstitution und Größe der Moleküle“. Am 14. Juli 1937 beantragte er die Aufnahme in die NSDAP und wurde rückwirkend zum 1. Mai desselben Jahres aufgenommen (Mitgliedsnummer 4.945.341), er übte hier aber keine weitere Funktion aus.
Danach bot sich ihm die Möglichkeit, am neu gegründeten Institut für Kunststoffforschung am Kaiser-Wilhelm-Institut für Physikalische Chemie in Dahlem die von Debye entwickelten Vorstellungen zur Beweglichkeit organischer Moleküle weiter zu verfolgen und auf den Fall von Makromolekülen zu erweitern.
1941 habilitierte sich Holzmüller auf dem Gebiet der dielektrischen Eigenschaften von Kunststoffen. Die Hauptrichtung seines späteren wissenschaftlichen Schaffens, die Aufdeckung der Zusammenhänge zwischen Struktur und Beweglichkeit der Makromoleküle einerseits und den makroskopischen physikalischen Eigenschaften der organischen Kunststoffe andererseits, zeichnete sich bereits während dieser Tätigkeit in Berlin-Dahlem ab. Es entstanden grundlegende Arbeiten über die Platzwechseltheorie molekularer Vorgänge und über das plastisch-elastische Verhalten von Hochpolymeren.
Während des Zweiten Weltkrieges wurde Holzmüller zum wissenschaftlichen Wetterdienst nach Potsdam eingezogen.
Nach dem Krieg wurde Holzmüller im Rahmen der Aktion Ossawakim für Reparationsleistungen in die Sowjetunion geholt. In Gorki, der „geschlossenen Stadt“, dem heutigen Nischni Nowgorod hat Holzmüller als Hochfrequenzphysiker an der Entwicklung der Radioindustrie gearbeitet.
Im Jahr 1952 kehrte Holzmüller nach Leipzig zurück und wurde Professor an der dortigen Universität. Hier baute er die Abteilung „Technische Physik“ auf und widmete sich dort bis zu seiner Emeritierung 1977 der Polymerforschung. Direktor des Physikalischen Institutes war ab 1954 der ebenfalls aus der UdSSR zurückgekehrte Nobelpreisträger Gustav Hertz.
Im Jahr 1959 erhielt Holzmüller Nationalpreis der DDR II. Klasse auf dem Gebiet der Wissenschaft und Technik.
Als Hochschullehrer orientierte sich Holzmüller an seinem Lehrer Heisenberg. Dessen Art, Professor zu sein, praktizierte er nach eigenen Aussagen mit seinen Studenten. Seine wohl prominenteste Studentin war die spätere Bundeskanzlerin Angela Merkel.
Von der Breite und Interdisziplinarität der Forschungstätigkeit Holzmüllers zeugen seine zahlreichen Buchveröffentlichungen. Nach seiner Emeritierung wandte er sich in weiteren Büchern einem noch breiteren Themenspektrum zu.
Holzmüller war zuletzt Ehrensenator der Leipziger Universität und lebte in einem Vorort von Leipzig.
Er wurde am 8. März 2011 auf Friedhof Gundorf/Böhlitz-Ehrenberg bestattet.

## Schriften
- Werner Holzmüller, Kurt Altenburg: Physik der Kunststoffe. Akademie-Verlag, 1961
- Werner Holzmüller: Technische Physik. ein dreibändiges Lehrbuch, VEB Verlag Technik, 1959–1966
- Werner Holzmüller: Unsere Umwelt – ihre Entwicklung und Erhaltung. 1977
- Werner Holzmüller: Makromoleküle als Träger von Lebensprozessen. 1981
- Werner Holzmüller: Ein Physiker erlebt das 20. Jahrhundert. 1993, ISBN 3-7848-3907-X.
- Werner Holzmüller: Das Ende – Warnung vor einem Atomkrieg. 1994, ISBN 3-86137-129-4.
- Werner Holzmüller: Die Welt um uns – ihre Entstehung und Erhaltung. 1995, ISBN 3-86137-262-2.
- Werner Holzmüller: Synergie, Syntropie, nichtlineare Systeme. Hat Einstein recht?. 2000, ISBN 3-933531-20-9.
- Werner Holzmüller: Fröhliche Stunden in ernsten Zeiten. 2002, ISBN 3-933531-24-1.
- Werner Holzmüller: Erlebte Geschichte. 2003, eine Autobiografie. ISBN 3-933531-26-8.
- Werner Holzmüller: Naturwissenschaften und Geisteswissenschaften – eine Einheit. 2005
- Werner Holzmüller: Naturwissenschaft, kosmische Religion und unsere Zukunft. Vom Physiker zum Philosophen. Eigenverlag Leipzig 2009, ISBN 978-3-00-028015-3.